# Zívání

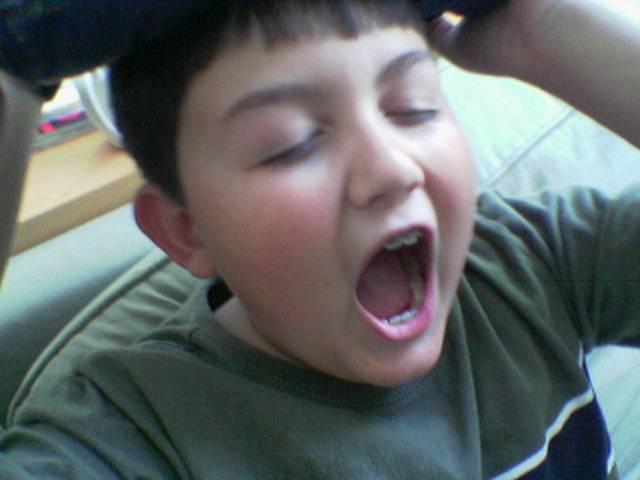
Zívající chlapec

Zívání je reflex, při kterém se široce otevřou ústa a dojde k hlubokému nádechu, po němž následuje kratší výdech při zavírání úst. Jde o nervově-svalovou reakci. Zívá většina tříd obratlovců (od ryb až k savcům). Lidský plod zívá v děloze od třetího měsíce. Průměrné zívnutí trvá asi šest sekund.
Obecně se zívání chápe jako známka únavy či příprava ke spánku. Lidé zívají i ráno, což může být projev přípravy mozku na různé akce. Bývá také jedním z prvních příznaků mořské nemoci a jiných nevolností z pohybu. Nedokrevnost mozkového kmene při mozkové ischemii (nedostatku okysličené krve) zvyšuje zívání.

## Příčiny
Existují dvě hlavní fyziologické teorie. Podle jedné jde o zvýšení okysličení krve a mozkových struktur. Druhá tvrdí, že zívání je určeno k ochlazování krve a předchází přehřátí mozku.
Podle posledních výzkumů převládá teorie, že jde o reflex, který slouží k ochlazení mozku, který tak lépe funguje i usíná. Během zívání a po něm u člověka vzroste tepová frekvence a na krátkou dobu i objem vdechovaného vzduchu, ten ale rapidně poklesne až pod střední hodnotu, což mluví proti teorii okysličení. Tato hypotéza nebyla potvrzena ani v přímých pokusech, kdy se četnost zívání neměnila u jedinců, kteří dýchali buď vzduch obohacený oxidem uhličitým, nebo čistým kyslíkem. Nepřímá podpora byla nalezena v některých jiných pozorováních.
Při zívání se uplatňují mozkové receptory pro acetylcholin a dva receptory pro dopamin. Během zívání se z těla vyplavují toxiny, prokrvuje se mozek a tělo zaplavuje množství endorfinů. Zvyšuje se rovněž krevní tlak a zlepšuje koncentraci.

## Sociální funkce

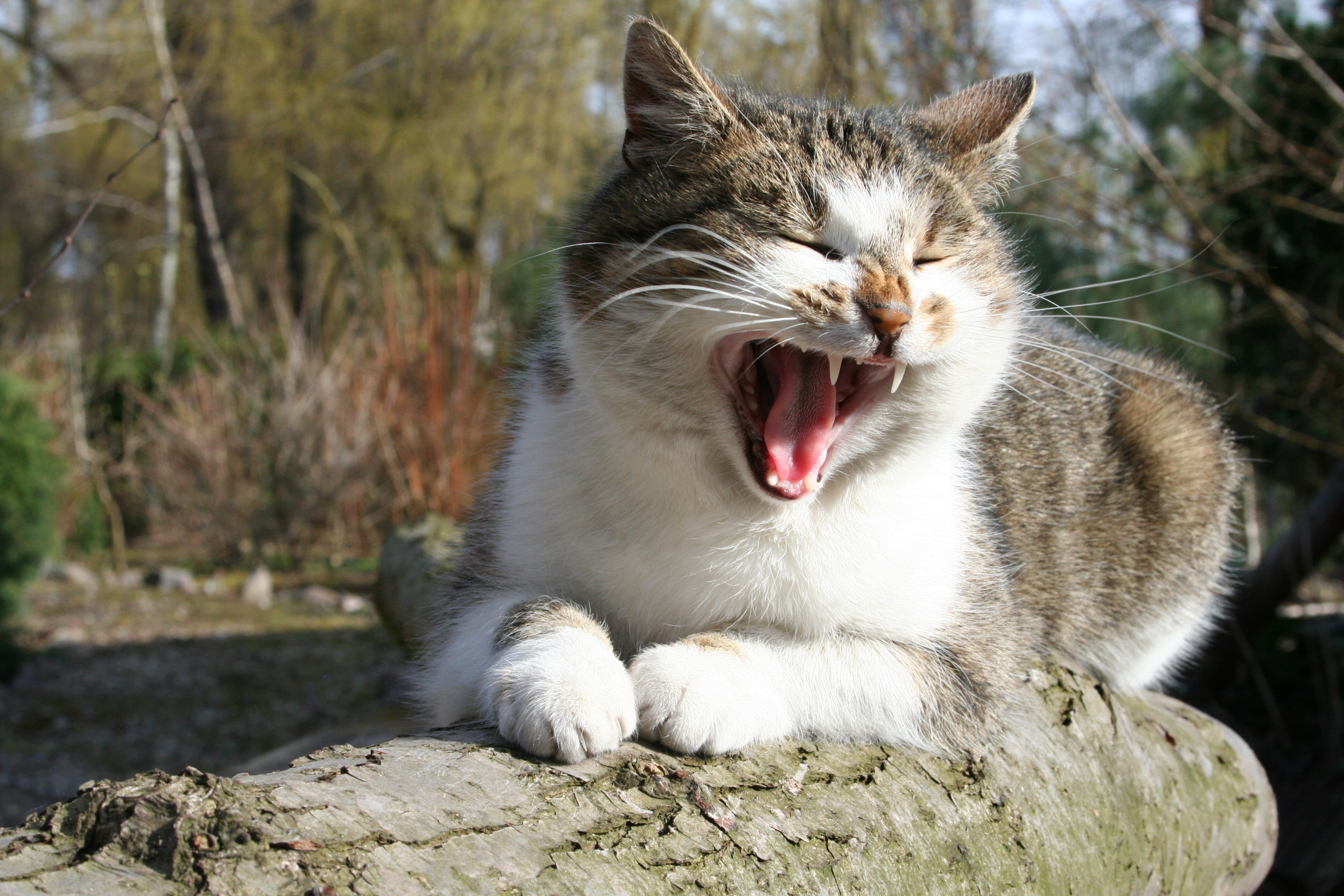
Zívající kočka

Nakažlivost je pravděpodobně až druhotná funkce zívání. Hraje psychosociální roli ve smečce či společnosti. Z psychologického hlediska je zívání projevem empatie, kdy se v mozku aktivují citová centra (amygdala, locus coeruleus a nucleus paraventricularis), a upevňují se vazby mezi lidmi. Opakováním zívání se těm druhým lidé mentálně přizpůsobují a připojují se k převládajícímu psychickému stavu skupiny, v níž daný jedinec žije. Zívání také může sloužit jako signál k milostným hrám.
Na neurofyziologické úrovni k zívání mohou dávat signál zrcadlové buňky, které se nacházejí v druhotné motorické kůře předního mozku a zachytávají pohyby a zvuky z okolí a dávají pokyn k jejich napodobování.
Zívání bývá nakažlivé u člověka, primátů a pravděpodobně i psů. 50 % lidí zívá do pěti minut od té doby, co uviděli či uslyšeli někoho zívat či se o zívání hovořilo. Platí to i pro nevidomé. U dětí se toto chování projevuje od 4 či 5 let věku.